# Compte amb la família Blue
Compte amb la família Blue (títol original: Undercover Blues) és una pel·lícula estatunidenca dirigida per Herbert Ross, estrenada l'any 1993. Ha estat doblada al català.

## Argument
Jeff i Jane Blue són uns pares moderns. Però són també espies, els únics capaços de mantenir la seguretat nacional dels Estats Units. Tot i que no aspiren més que a la seva vida de pares, els confien la missió de protegir el món contra un perillós traficant d'armes txec. Una feina més aviat difícil per uns pares joves que han de tornar a casa per l'últim biberó!

## Repartiment
- Kathleen Turner: Jane Blue
- Dennis Quaid: Jefferson 'Jeff' Blue
- Stanley Tucci: Morty
- Fiona Shaw: Paulina Novacek
- Obba Babatundé: Tinent Theodore 'Ted' Sawyer
- Larry Miller: Sergent Halsey
- Tom Arnold: Vern Newman
- Park Overall: Bonnie Newman
- Ralph Brown: Leamington
- Jan Triska: Axel
- Marshall Bell: Sikes
- Richard Jenkins: Frank
- Dennis Lipscomb: Foster
- Saul Rubinek: M. Ferderber
- Dakin Matthews: El capità de policia
- Michael Greene: El coronel Kenton
- Olek Krupa: Zubic